# New England (album, Wishbone Ash)
 New England  je sedmým studiovým albem rockové skupiny Wishbone Ash. Úspěchem bylo srovnatelné s albem Locked In, avšak v žebříčcích nedosáhlo tak vysoko, jako většina předešlých alb. Toto album by mohlo dostat nálepku "Amerikanizace" Wishbone Ash, protože skupina se přestěhovala z Anglie na severovýchod Spojených států (New England) z daňových důvodů.

## Seznam stop
Všechny písně složili Martin Turner/Andy Powell/Laurie Wisefield/Steve Upton,
 kromě "Candlelight", kterou složili Martin Turner/Andy Powell/Laurie Wisefield/Steve Upton/Ted Turner.

### Strana jedna
1. "Mother of Pearl" – 4:31
2. "(In All of My Dreams) You Rescue Me" – 6:13
3. "Runaway" – 3:18
4. "Lorelei" – 5:26

### Strana dvě
1. "Outward Bound" – 4:51
2. "Prelude" – 1:13
3. "When You Know Love" – 5:46
4. "Lonely Island" – 4:29
5. "Candlelight" – 1:50

## Obsazení
Wishbone Ash
- Martin Turner – baskytara, zpěv
- Andy Powell – kytara, zpěv
- Laurie Wisefield – kytara, zpěv
- Steve Upton – bicí

Hostující hudebníci
- Nelson "Flaco" Padron – perkusy